# Буковље (Какањ)
Буковље је насељено мјесто у Босни и Херцеговини у Општини Какањ које административно припада Федерацији Босне и Херцеговине. Према попису становништва из 1991. у насељу је живјело 1.608 становника.

## Становништво
| Националност       | 1991.        | 1981.        | 1971.        |
| Хрвати             | 917 (57,02%) | 817 (59,76%) | 757 (54,18%) |
| Муслимани          | 640 (39,80%) | 519 (37,96%) | 630 (45,09%) |
| Срби               | 0            | 7 (0,51%)    | 7 (0,50%)    |
| Југословени        | 35 (2,17%)   | 18 (1,31%)   | 0            |
| остали и непознато | 16 (0,99%)   | 6 (0,43%)    | 3 (0,21%)    |
| Укупно             | 1.608        | 1.367        | 1.397        |